# 黃日昌
黃日昌（16世紀—17世紀），字世文，號源簡，福建泉州府晉江縣人，明朝、南明政治人物。

## 生平
萬曆四十年（1612年）舉人，天啟五年（1625年）成進士，授戶部主事，到江西九江徵稅，禁止官員私下挾帶並清理耗費；歷官員外郎、郎中，出爲廣東潮州府知府，在任期間吏治清明，嚴厲管理鹽運使、杜絕私製，不畏權勢，得當地人民立祠祭祀。
此後，黃日昌改任遷河南副使，因抵擋流寇有功轉為山東參政，治理兵務和河防都有成績，陞廣東按察使，很快告假歸鄉。再起為廣東左布政使，管理糧儲兼兵巡驛傳，政事井井有條；隆武帝即位，擢任他為戶部右侍郎，永曆帝時再升為刑部尚書，不久告休回鄉。卒年六十九。

## 引用
1. 1 2  錢海岳《南明史·卷五十六·列傳第三十二》：日昌，字源簡，晉江人。天啟五年進士。授戶部主事，榷九江，抑宦寺挾帶，耗蠹以清。歷員外郎、郎中。出為潮州知府，摘伏如神，嚴嵯令，革私廠，不畏強圉。
2. ↑  乾隆《晉江縣志·卷八·選舉志》：萬曆四十年壬子科解元高崇榖榜……黃日昌 乙丑進士
3. ↑  乾隆《泉州府志·卷五十·循績》：黃日昌，字世文，號源簡，晉江人。萬曆壬子舉人，天啟五年乙丑進士，授戶部主事，督九江關稅，抑宦寺挾帶，耗蠹以清。歷郎官，出守潮州，政尚寬大，平易近人，聽訟摘伏如神，嚴鹺令，革私廠，不畏強禦，民立祠祀之。
4. ↑  錢海岳《南明史·卷五十六·列傳第三十二》：同（何三省）時黃日昌〖，〗為刑部尚書，井濟為工部尚書。……遷河南副使，捍寇全城。轉山東參政，治河治兵有績。累陞廣東按察使、左布政使。紹宗立，擢戶部右侍郎，兼管安民庫。
5. ↑  乾隆《泉州府志·卷五十·循績》：遷河南副使，流寇薄城，以捍禦功轉山東參政，治河治兵皆有成績；陞廣東按察使，未幾假歸。復起廣東左布政使，管理糧儲兼兵巡驛傳，經營措置井井有條；晉戶部右侍郎告休，年六十九卒。 廣東通志參本傳